# 不意の旅人
『不意の旅人』（ふいのたびびと）は、1992年に東映で製作された、露口茂主演の同和啓発映画である。

## ストーリー
三十余年もの間、様々な場所を渡り歩いて行方の知れなかった杉山良平という男が、ある日突然、彼の親戚の家に流れ付く。彼が来たことでその家のみならず、他の家をも巻き込んで波紋が起こる。そして彼は隠れた人種差別に直面する。

## キャスト
- 露口茂 : 杉山良平
- 浅利香津代 : 若宮水名子
- 風祭ゆき : 川元弘子
- 杉山とく子 : 大野シカ
- 伊藤留奈 : 和美
- 木村英未 : ミキ
- 多々良純 : 黒田源太

## スタッフ
- 監督 : 澁谷正行
- 脚本 : 山田正弘
- 音楽 : 杉田一夫
- 撮影 : 堀田泰寛
- 企画 : 総務省地域改善対策室、全日本同和対策協議会
- 協力 : 大分県